# Guðmundur Daníelsson

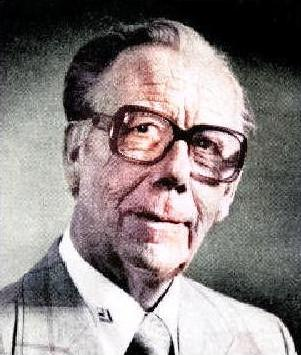
Guðmundur Daníelsson

Guðmundur Daníelsson (n. 4 octombrie 1910 – d. 1990) a fost un scriitor islandez.
Romanele sale, cu narațiune amplă, cu personaje dure, mânate de forțe primare, se remarcă printr-un stil bogat în sugestii poetice.

## Opera
- 1935 - Bræðurnir í Grashaga
- 1936 - Ilmur daganna
- 1938 - Gegnum lystigarðinn
- 1940 - Á bökkum Bolafljóts ("La malul fluviului")
- 1941 - Af jörð ertu kominn
- 1941 - Eldur
- 1942 - Sandur
- 1944 - Landið handan landsins
- 1944 - Heldrimenn á húsgangi
- 1946 - Kveðið á glugga
- 1948 - Mannspilin og ásinn
- 1948 - Á langferðaleiðum ("Relatări din călătorie")
- 1950 - Í fjallskugganum
- 1953 - Musteri óttans
- 1955 - Blindingsleikur
- 1955 - Vængjaðir hestar
- 1958 - Hrafnhetta
- 1961 - Sonur minn Sinfjötli
- 1963 - Húsið
- 1966 - Turninn og teningurinn
- 1968 - Staðir og stefnumót
- 1971 - Spítalasaga
- 1972 - Járnblómið
- 1975 - Óratóría
- 1976 - Bróðir minn Húni
- 1977 - Vestangúlpur garró
- 1979 - Dómsdagur
- 1981 - Bókin um Daníel
- 1985 - Tólftónafuglinn
- 1987 - Vatnið